# Choczewo
Choczewo (Chottschow fino al 1938, Gotendorf dal 1938 al 1945) è un comune rurale polacco del distretto di Wejherowo, nel voivodato della Pomerania.
Ricopre una superficie di 183,23 km² e nel 2004 contava 5 551 abitanti.